# Hofanlage Stiftenhöfte
Die Hofanlage Stiftenhöfte in Prinzhöfte, Samtgemeinde Harpstedt, Stiftenhöfter Straße 5, stammt aus der zweiten Hälfte des 19. und dem frühen 20. Jahrhundert.
Das Ensemble steht unter Denkmalschutz (Siehe auch Liste der Baudenkmale in Prinzhöfte).

## Geschichte
Die Hofanlage unter hohem Baumbestand besteht aus
- dem eingeschossigen verklinkertem Wohn- und Wirtschaftsgebäude von 1914 als Zweiständerhallenhaus mit erhaltenem Innengerüst und Satteldach,  
  - dem Wohnhausanbau von 1923 mit Drempel mit quergestelltem Krüppelwalmdach,
  - dem rechten verklinkerten Stallanbau mit Satteldach,
- dem Backhaus mit Satteldach und Anbau, wohl aus der zweiten Hälfte des 19. Jahrhunderts und
- der Scheune.

Die Landesdenkmalpflege befand: „...geschichtliche Bedeutung ... als beispielhafte Hofanlage der 2. Hälfte des 19. Jhs ....“.